# Walther Noël
Walther Noël (Spy, 12 september 1890 - Dachau, 3 augustus 1942) was een Belgisch senator.

## Levensloop
Gepromoveerd tot ingenieur aan de Universiteit van Luik, werd Noël in 1936 verkozen tot communistisch senator voor het arrondissement Luik.
Hij werd in 1941 opgepakt en stierf in het concentratiekamp Dachau.